# اوپاخ
اوپاخ (به آلمانی: Oppach) یک شهر در آلمان است که در گورلیتس واقع شده‌است. اوپاخ ۲٬۹۲۴ نفر جمعیت دارد.